# 538
538 (DXXXVIII) fue un año común comenzado en viernes del calendario juliano, en vigor en aquella fecha.
En el Imperio romano, el año fue nombrado como el del consulado de Juan de Capadocia sin colega, o menos comúnmente, como el 1291 Ab urbe condita.

## Acontecimientos
- El budismo se introduce formalmente en Japón (según algunos en 552).
- Decretal del papa Vigilio a Profuturo de Braga.
- El Papado quedó libre de la autoridad de los Ostrogodos después de que el general bizantino Belisario reconquistara Roma y restaurara la autoridad del Imperio Bizantino sobre la ciudad.

## Nacimientos
- Bidatsu, emperador de Japón.
- Gregorio de Tours, obispo e historiador.
- Zhiyi, monje budista.
- Han Zigao, general chino.

## Fallecimientos
- 8 de febrero: Severino de Antioquía, patriarca de Antioquía.